# Acidosasa chienouensis
Acidosasa chienouensis är en gräsart som först beskrevs av Tai Hui Wen, och fick sitt nu gällande namn av Chi Son Chao och Tai Hui Wen. Acidosasa chienouensis ingår i släktet Acidosasa och familjen gräs. Inga underarter finns listade i Catalogue of Life.